# Saint-Parize-le-Châtel
Saint-Parize-le-Châtel és un municipi francès, situat al departament del Nièvre i a la regió de Borgonya - Franc Comtat. L'any 2007 tenia 1.301 habitants.

## Demografia

### Població
El 2007 la població de fet de Saint-Parize-le-Châtel era de 1.301 persones. Hi havia 538 famílies, de les quals 134 eren unipersonals (77 homes vivint sols i 57 dones vivint soles), 186 parelles sense fills, 178 parelles amb fills i 40 famílies monoparentals amb fills.
La població ha evolucionat segons el següent gràfic:
Habitants censats

### Habitatges
El 2007 hi havia 631 habitatges, 542 eren l'habitatge principal de la família, 32 eren segones residències i 56 estaven desocupats. 616 eren cases i 14 eren apartaments. Dels 542 habitatges principals, 462 estaven ocupats pels seus propietaris, 69 estaven llogats i ocupats pels llogaters i 11 estaven cedits a títol gratuït; 6 tenien una cambra, 35 en tenien dues, 96 en tenien tres, 144 en tenien quatre i 261 en tenien cinc o més. 388 habitatges disposaven pel capbaix d'una plaça de pàrquing. A 209 habitatges hi havia un automòbil i a 302 n'hi havia dos o més.

### Piràmide de població
La piràmide de població per edats i sexe el 2009 era:
| Homes | Edats   | Dones |
| ----- | ------- | ----- |
| 0     | 95 o +  | 0     |
| 0     | 90 a 94 | 4     |
| 0     | 85 a 89 | 8     |
| 4     | 80 a 84 | 16    |
| 24    | 75 a 79 | 16    |
| 12    | 70 a 74 | 48    |
| 32    | 65 a 69 | 20    |
| 20    | 60 a 64 | 32    |
| 32    | 55 a 59 | 20    |
| 40    | 50 a 54 | 44    |
| 88    | 45 a 49 | 56    |
| 56    | 40 a 44 | 72    |
| 32    | 35 a 39 | 40    |
| 52    | 30 a 34 | 40    |
| 40    | 25 a 29 | 20    |
| 44    | 20 a 24 | 32    |
| 44    | 15 a 19 | 28    |
| 40    | 10 a 14 | 88    |
| 44    | 5 a 9   | 48    |
| 24    | 0 a 4   | 28    |

## Economia
El 2007 la població en edat de treballar era de 877 persones, 650 eren actives i 227 eren inactives. De les 650 persones actives 609 estaven ocupades (320 homes i 289 dones) i 40 estaven aturades (22 homes i 18 dones). De les 227 persones inactives 112 estaven jubilades, 69 estaven estudiant i 46 estaven classificades com a «altres inactius».

### Ingressos
El 2009 a Saint-Parize-le-Châtel hi havia 543 unitats fiscals que integraven 1.331,5 persones, la mediana anual d'ingressos fiscals per persona era de 18.464 €.

### Activitats econòmiques
Dels 44 establiments que hi havia el 2007, 1 era d'una empresa extractiva, 1 d'una empresa alimentària, 3 d'empreses de fabricació d'altres productes industrials, 4 d'empreses de construcció, 10 d'empreses de comerç i reparació d'automòbils, 6 d'empreses de transport, 5 d'empreses d'hostatgeria i restauració, 2 d'empreses immobiliàries, 5 d'empreses de serveis, 4 d'entitats de l'administració pública i 3 d'empreses classificades com a «altres activitats de serveis».
Dels 11 establiments de servei als particulars que hi havia el 2009, 1 era una oficina de correu, 2 tallers de reparació d'automòbils i de material agrícola, 1 autoescola, 1 fusteria, 2 lampisteries, 1 perruqueria i 3 restaurants.
Dels 2 establiments comercials que hi havia el 2009, 1 era una botiga de més de 120 m² i 1 una botiga de menys de 120 m².
L'any 2000 a Saint-Parize-le-Châtel hi havia 27 explotacions agrícoles que ocupaven un total de 2.990 hectàrees.

## Equipaments sanitaris i escolars
El 2009 hi havia una escola elemental.

## Poblacions més properes
El següent diagrama mostra les poblacions més properes.